# Лещенко, Лев Валерьянович
Лев Валериа́нович Ле́щенко (род. 1 февраля 1942, Москва, СССР) — советский и российский эстрадный певец (баритон), музыкальный педагог, автор песен, киноактёр и музыкальный продюсер, народный артист РСФСР (1983), мастер искусств Молдовы (2007), народный артист Республики Южная Осетия (2010), заслуженный артист Приднестровской Молдавской Республики (2015), народный артист Дагестана, народный артист Республики Северная Осетия — Алания (2015), народный артист Республики Башкортостан (2022), лауреат премии Ленинского комсомола (1978). Полный кавалер ордена «За заслуги перед Отечеством».

## Семья
Отец — Валериан Андреевич Лещенко (14.09.1904 — 02.03.2004), родился в деревне Любимовка Курской области, окончил гимназию в Курске, работал в совхозе, в 1931 году по направлению приехал в Москву, где начал работать бухгалтером витаминного завода на Красной Пресне. Был призван в Красную армию, участвовал в советско-финской войне, по возвращении с которой направлен служить в НКВД. В годы Великой Отечественной войны — заместитель начальника штаба полка особого назначения конвойных войск, награждён многими орденами и медалями. По окончании войны и до выхода на пенсию продолжал службу в МГБ, Главном управлении пограничных войск КГБ, был полковником пограничных войск. Умер в возрасте 99 лет, похоронен на Машкинском кладбище, Лев Лещенко тогда был на гастролях в Кишинёве.
Мать — Клавдия Петровна Лещенко (дев. Федосеева; 1915—1943), родилась в Рязани, умерла в 28 лет, по различным данным от туберкулёза или от рака горла, когда сыну был 1 год и 8 месяцев.
Мачеха — Марина Михайловна Лещенко (1924—1981).
Сестра — Юлия Валерьяновна Лещенко (род. 1940).
Единокровная сестра — Валентина Валерьяновна Лещенко (в замужестве Кузнецова; род. 1949).

## Биография

### Ранние годы
Лев Лещенко родился 1 февраля 1942 года в Москве на 2-й Сокольнической улице.
Детство прошло в Сокольниках, в доме на 2-й Сокольнической улице, в возрасте пяти лет стал посещать ЦДКЖ. Затем семья переехала в Войковский район, где Лещенко пошёл в школу № 201. Посещал хор в доме пионеров, занимался плаванием, посещал кружок художественного слова и духовой оркестр. По настоянию хормейстера бросил кружки и стал заниматься только пением — выступал в школе, исполнял популярные песни Утёсова.
Отец был постоянно занят на службе, воспитанием Лещенко занимался его адъютант — старшина Андрей Фисенко.
После школы пытался поступать в театральные вузы, но безуспешно. С 1959 по 1960 годы работал рабочим сцены в Большом театре, с 1960 по 1961 — слесарем-сборщиком на заводе точных измерительных приборов.
В 1961 году был призван в ряды Советской армии. Хотел служить моряком, о чём сказал в военкомате, но на планы повлиял отец, благодаря вмешательству которого Лещенко был отправлен проходить службу в Группу советских войск в Германии, в танковые войска. Служил в 62-м гвардейском танковом полку. 27 января 1962 года командование части направило Лещенко в ансамбль песни и пляски 2-й гвардейской танковой армии. В ансамбле пел в квартете, вёл концерты и читал стихи, выступал сольно. В армии начал готовиться к экзаменам в театральный институт. Воинское звание — старшина в отставке.
После армии, в сентябре 1964 года, снова пришёл поступать в ГИТИС; экзамены уже закончились, но Лещенко зачислили в институт, так как перспективного исполнителя успели запомнить. На втором курсе его приняли в Театр оперетты по приглашению главного режиссёра Георгия Ансимова, педагога и певца в ГИТИСе.
Первая роль — грешник в спектакле «Орфей в аду», состояла из двух слов: «Пустите погреться». По признанию Лещенко, он учился у народных артистов Покровского, Ансимова, Гончарова, Завадского, режиссёра Эфроса.

### Карьера и концертная деятельность
С 1964 года началась работа в стажёрской группе Театра оперетты. Во время летних каникул Лещенко гастролировал с концертными бригадами по СССР.
В 1966 году Лев Лещенко — артист Московского театра оперетты. 13 февраля 1970 года певец стал солистом-вокалистом Гостелерадио СССР, где исполнял камерные классические произведения, арии из опер, романсы. Такую резкую смену направления в творчестве Лещенко объяснял желанием попробовать себя и в ином качестве, в разных жанрах.
В 1970 году с Большим симфоническим оркестром под управлением Геннадия Рождественского с успехом исполнил ораторию Родиона Щедрина «Ленин в сердце народном». С эстрадно-симфоническим оркестром под управлением Юрия Силантьева поёт народную песню «Вдоль по улице метелица метёт» и современную «Русское поле» Яна Френкеля. Исполнял программу романсов, песен советских композиторов. Первым конферансье Лещенко был Геннадий Хазанов.

В марте 1970 года Лещенко стал лауреатом IV Всесоюзного конкурса артистов эстрады (II премия) за исполнение цикла песен-баллад Оскара Фельцмана на стихи Роберта Рождественского («Баллада о красках» и др.), подкрепив свою репутацию как певца героической, гражданской темы.
С песнями Товарищ и «Не плачь, девчонка» выступил в финале телефестиваля Песня-71.
В 1972 году стал лауреатом конкурса «Золотой Орфей» (Болгария). В том же году получил первую премию на Международном фестивале песни в Сопоте (Польша) за песню Марка Фрадкина на стихи Р. Рождественского «За того парня», которую спел, по оценке композитора, как никто до него не пел, «ярко, эмоционально, броско и выразительно».
В 1970-х годах популярность певца росла очень быстро, Лещенко приобрёл репутацию ведущего молодого исполнителя в СССР (чему способствовала и идеологическая окраска ряда его песен), он стал заметной, узнаваемой персоной на советском телевидении и радио, постоянным участником главных концертов страны в Кремле и в «Останкино», много гастролировал по Советскому Союзу и странам социалистического лагеря, бывал на комсомольских стройках Сибири и Дальнего Востока, выступал даже в Японии. Вскоре Лещенко — лауреат премии Московского комсомола (1973), премии Ленинского комсомола (1978). В 1977 году Лещенко присвоено почётное звание «Заслуженный артист РСФСР».
Культовой песней 1970-х годов и визитной карточкой Лещенко стала песня «День Победы» композитора Давида Тухманова на стихи Владимира Харитонова (1975). Песня написана к 30-летию Победы в Великой Отечественной войне. В исполнении Лещенко впервые прозвучала на концерте ко Дню милиции в ноябре 1975 года и стала популярной именно в его версии.
В репертуаре Лещенко появлялось всё больше песен, специально для него написанных, среди них много песен Александры Пахмутовой. В 1978 году впервые в его пафосном исполнении прозвучала песня «Любовь, комсомол и весна» на стихи Николая Добронравова.
Многие песни сразу становились шлягерами: «Спасибо вам за тишину» Никиты Богословского на стихи Евгения Евтушенко, «Я вас люблю, столица» Павла Аедоницкого на стихи Юрия Визбора. Песни Давида Тухманова «Притяженье земли» на стихи Роберта Рождественского, «Соловьиная роща» на стихи Анатолия Поперечного, песня Пахмутовой «Нам не жить друг без друга» на стихи Добронравова, песни Владимира Шаинского «Не плачь, девчонка» на стихи Владимира Харитонова, «Родительский дом» на стихи Михаила Рябинина, «Родная земля» Вячеслава Добрынина на стихи Леонида Дербенёва, «Были юными и счастливыми» Марка Минкова на стихи Ларисы Рубальской и множество других.
В 1970-е популярность Лещенко была безграничной: многотысячные стадионы, бесконечные гастроли по всему Советскому Союзу, частые выступления на телевидении и в «Голубых огоньках».
В 1973 году Льву Лещенко было присвоено звание лауреата премии имени Московского комсомола и Ленинского комсомола.
В 1975 году славу Лещенко приумножила песня композитора Давида Тухманова и поэта Владимира Харитонова «День Победы». Первоначально её взялась исполнять жена Тухманова певица Татьяна Сашко. Однако во время премьеры песни в Союзе композиторов её чуть ли не освистали. Композиторы говорили, что никакого отношения к Победе эта песня не имеет, а музыка — вообще фокстрот. И только директор фирмы «Мелодия» Владимир Рыжиков поверил в песню и выпустил в свет гибкую грампластинку. Но в исполнении Сашко песня в народ так и не пошла. Тогда песню взял в свой репертуар другой исполнитель — Леонид Сметанников, но и в его устах она не обрела популярности. И только после этого она оказалась у Льва Лещенко.
В 1978 году он впервые исполнил в документальном фильме «Обычный космос» (за кадром) песню «Притяжение земли»; также Лещенко исполнял её на творческом вечере Роберта Рождественского. Песня дважды попадала в финал «Песни года» (1978 и 2000 годы). С этого же года, в течение ряда лет, артист вёл на телевидении передачу «Споёмте, друзья».
Вошли в историю кадры завершения московской Олимпиады-1980: под звуки песни Александры Пахмутовой «До свиданья, Москва!» в небо улетает Олимпийский Мишка. Показаны многотысячные «Лужники» и крупно — плачущие лица гостей и спортсменов. Песню исполняли Лев Лещенко и Татьяна Анциферова.
В 1980 году Лев Лещенко был гостем программы «В рабочий полдень». Тогда же Лещенко был награждён орденом Дружбы народов, в 1983 году ему было присвоено почётное звание «Народный артист РСФСР». В 1989 году награждён орденом Почёта. В 1981 году Лещенко организовал и возглавлял вокально-инструментальную группу «Спектр» под управлением Игоря Дорохова. В 1987 году на ЦТ вышел фильм-концерт «Автопортрет певца. Вас приглашает Лев Лещенко».
В 1990 году Лещенко создал и возглавил театр эстрадных представлений «Музыкальное агентство» (директор — заслуженный работник культуры РСФСР Е. Розенгауз), которому в 1992 году был присвоен статус государственного. За эти годы при участии театра вместе с режиссёром Олегом Рясковым был снят музыкальный телефильм «Военно-полевой романс», который стал лауреатом на МКФ 1998 года в Волгограде. Театр также принимал участие в производстве видеофильма «Юбилей… Юбилей… Юбилей…» и юбилейной программы Давида Тухманова «По волне моей памяти», программе «10 лет МЧС России». Состоялась премьера музыкального телешоу «STAR и млад». В 1990-х годах в дуэте с Владимиром Винокуром представил шоу-программу двойников, где Винокур поёт, а Лещенко выступает в юмористическом жанре.
24 февраля 1991 года в Москве в Государственном центральном концертном зале «Россия» состоялся вечер памяти заслуженной артистки РСФСР Майи Кристалинской «Эхом нашей юности была…», а 18 августа 1995 года — юбилейный концерт композитора и певца Владимира Мигули, на которых выступил Лев Лещенко. В 1997 году Лещенко принял участие в юбилейной творческой программе «Новая весна Валентины Толкуновой» на сцене Государственного Концертного зала «Россия» в Москве.
Лещенко преподавал в музыкально-педагогическом институте имени Гнесиных (ныне Российская академия имени Гнесиных). Многие его ученики стали известными артистами эстрады: Марина Хлебникова, Катя Лель, Ольга Арефьева, Варвара и другие.
За годы творческой деятельности Львом Лещенко выпущено свыше 10 пластинок, компакт-дисков и магнитоальбомов. Среди них: «Лев Лещенко» (1977), «Притяжение Земли» (1980), «Лев Лещенко и группа „Спектр“» (1981), «В кругу друзей» (1983), «Что-нибудь для души» (1987), «Белый цвет черёмухи» (1993), «Лучшие песни Льва Лещенко» (1994), «Ни минуты покоя» (1995), «Аромат любви» (1996), «Воспоминания» (1996), «Мир грёз» (1999), «Простой мотив» (2001), а также свыше 10 миньонов. В исполнении Лещенко записаны десятки песен на сборных и авторских пластинках композиторов.
В 1999 году на площади звёзд ГЦКЗ «Россия» заложена именная звезда Льва Лещенко. В 2001 году Лещенко выступил на фестивале «Золотой шлягер» в городе Могилёве. Тогда же была издана книга «Апология памяти», в которой артист рассказывает о своей жизни и современниках. 1 февраля 2002 года Лещенко награждён орденом «За заслуги перед Отечеством» IV степени.
10 и 11 апреля 2004 года в Государственном Кремлёвском Дворце Лев Лещенко принимает участие в больших авторских концертах Д. Ф. Тухманова «Притяжение любви».
В 2006 году вместе с Анастасией Давыдовой был участником первого сезона шоу «Две звезды» на «Первом канале», а в 2008 году — членом жюри данного шоу.
В 2008 году один из выпусков авторской программы Олега Нестерова «По волне моей памяти» (Канал «Время» — Первый канал. Всемирная сеть) был посвящён Льву Лещенко.
В 2010 году совместно с В. Добрыниным представил концертную программу «Песня на двоих». Тогда же он впервые выступил с романсом «Очи чёрные» в современной обработке. 28 сентября 2010 года принял участие в концерте памяти Валентины Толкуновой «Спешите делать добрые дела». В 2011 году принял участие в телепроекте «Первого канала» «Призрак Оперы», с 2012 года является частым участником субботнего вечернего ток-шоу «Первого канала» «Сегодня вечером».
В 2013 году на «Первом канале» был показан выпуск передачи «ДОстояние РЕспублики», посвящённый творчеству Льва Лещенко. 6 января 2015 года Лев Лещенко был гостем программы «Смак» на Первом телеканале. 17 марта 2016 года был гостем программы «Мой герой» с Татьяной Устиновой на телеканале ТВЦ. В 2015 году в качестве почётного гостя выступил на рок-фестивале «KUBANA».
5 февраля 2017 года большим концертом с лучшими своими песнями в Кремлёвском дворце Лещенко отметил 75-летие. 30 ноября 2017 года выступил с шоу-программой к 90-летию ЦДКЖ, в котором, по признанию артиста, в 1947 году, в 5-летнем возрасте он познакомился с музыкальным искусством.
В 2017 году был снят документальный фильм про Льва Лещенко «Ты помнишь, плыли две звезды…».
C 14 сентября 2018 года по 2 октября 2020 года был наставником трёх сезонов шоу «Голос. 60+» на «Первом канале». 7 декабря 2020 года вышел клип Льва Лещенко на песню «Напиток счастья».
1 мая 2021 года состоялся Гала-концерт «Дорога на Ялту», где председатель жюри Лев Лещенко исполнил песню «Журавли». 22 июня того же года Лещенко с песней «День Победы» выступил на концерте-реквиеме 80 лет со дня начала Великой Отечественной войны.
9 октября 2021 года состоялся первый «клубный» концерт Льва Лещенко в московском Главклубе с программой «Верните мне мой 1977-й», концепцией концерта стало исполнение легендарных хитов с популярными молодыми исполнителями. В этот вечер на одну сцену с Лещенко выходили Лок Дог, Кравец, Марина Леонидовна, Наадя, Фролов, Максим Олегович, Алёна Алёхина, Нельсон, Ирина.
1 февраля 2022 года в день 80-летия артиста в Москве в Крокус Сити Холле состоялся юбилейный концерт «Созвездие Льва».
8 марта 2022 года Лев Лещенко с песней «Любви карусель» выступил на праздничном концерте «Все звёзды для любимой» на телеканале НТВ.
В конце апреля, начале мая 2022 года в Ставрополе прошёл фестиваль «Солдатский конверт». На нём выступил Лев Лещенко.
Дружен с президентом компании «Лукойл» Вагитом Алекперовым. В соответствии с данными журнала «Forbes», Лещенко является «корпоративным поэтом» «Лукойла». На его стихи написан корпоративный гимн с такими словами: «Мы шли по трассе, лезли напролом, // Вгрызались в землю, в тундре замерзали, // Судьба нас проверяла на излом, // И жизнь тогда нам не казалась раем». «Для театра эстрадных представлений „Музыкальное агентство“, возглавляемого Львом Лещенко, партнёрство с „Лукойлом“ — основной источник заработка», отмечает «Forbes». К услугам Лещенко обращаются также и РЖД, и «Газпром», и более мелкие компании. На ведомственных праздниках и корпоративах Лещенко не только выступает сам, но и привозит артистов, работающих с другими продюсерами.
Член Правления Центрального дома работников искусств.
9 мая 2022 года указом главы республики Башкортостан Радия Хабирова было присвоено звание народного артиста Республики Башкортостан.

### Голос и творческая манера
Голос Льва Лещенко — мягкий, объёмный низкий баритон мужественного бархатного тембра. В молодости и в среднем возрасте Лещенко был необычайно популярен как за счёт своего мощного голоса, так и за счёт мужской притягательности, представительной, романтической внешности, благородной и вместе с тем раскрепощённой манеры держаться на сцене, владения искусством актёрской речи и жеста. Новый всплеск популярности артиста ожидал Лещенко в зрелом возрасте, в XXI веке, когда его стали причислять к легендам отечественной эстрады и в этом качестве представлять на телевидении, музыкальных фестивалях и шоу. Характерной особенностью концертного исполнения Лещенко на протяжении многих лет является участие и подтанцовка бэк-вокалисток. Лещенко является автором текстов некоторых своих песен («Девочка из прошлого», «Друзья мои, я снова, снова…», написанной к 75-летнему юбилею, и других).

## Общественная позиция
Является членом партии «Единая Россия».
В марте 2014 года Лещенко поддержал аннексию Крыма Россией, подписал письмо президенту России Владимиру Путину в поддержку аннексии.
Певец входит в состав Общественного совета при Следственном комитете Российской Федерации.
В январе 2018 года стал доверенным лицом Владимира Путина на президентских выборах 18 марта 2018 года.
Летом 2018 года одобрил повышение пенсионного возраста.
Выступил в поддержку уголовного авторитета, «вора в законе» по кличке «Шишкан» Олега Медведева (прежняя фамилия — Шишканов) обвиняемого в серии убийств.
В 2022 году поддержал вторжение России на Украину.

## Личная жизнь
Жена (1966—1976) — Алла Александровна Абдалова (род. 19 июня 1941), певица и актриса.
Жена (с 1978) — Ирина Павловна Лещенко (дев. Багудина; род. 15 мая 1954).
Детей нет.
В декабре 2022 года Лещенко опроверг информацию о внебрачной дочери.

## Факты из жизни
Как болельщик увлекается теннисом, баскетболом (рост певца — 180 см), плаванием, а также сам активно занимается спортом. Был почётным президентом люберецкого баскетбольного клуба «Триумф» (до переезда команды в Санкт-Петербург). Болельщик футбольного клуба «Динамо» (Москва), с декабря 2019 года — член Консультативного совета клуба.
В период пандемии COVID-19 12 марта 2020 года вернулся с гастролей по Канаде и США. Обязательный двухнедельный карантин, введённый ещё 6 марта, не проходил. Посещал светские мероприятия и телевизионные съёмки. 26 марта 2020 года у Лещенко была выявлена пневмония коронавирусной этиологии. Заболевание проходило в тяжёлой форме, артист находился в реанимации. 6 апреля 2020 года выписан из больницы, повторный тест на коронавирус дал отрицательный результат.
После коронавируса Лещенко перенёс четыре сердечных приступа.

## Работы

### Песни
- «Аромат любви» (А. Укупник — Е. Небылова)
- «Аты-баты» (В. Мигуля — М. Танич)
- «Ах, как жаль» (А. Никольский)
- «Баллада о знамени» (О. Фельцман — Р. Рождественский)
- «Баллада о матери» (Е. Мартынов — А. Дементьев)
- «Белая берёза» (В. Шаинский — Л. Овсянников)
- «Белый аист» (Э. Ханок — А. Поперечный)
- «Берега любви» (А.Укупник — С. Соколкин)
- «Беспечные птицы летят» (А. Жигулин — И. Габели) (1979)
- «Будут гореть закаты» (О. Иванов — Л. Ошанин)
- «Бывает» (А. Мажуков — В. Харитонов)
- «Были юными и счастливыми» (М. Минков — Л. Рубальская) (1996)
- «В краю, где сопки» (Л. Лядова — В. Петров)
- «Вишнёвый сад» (В. Добрынин — М. Рябинин)
- «Вот какая любовь» (Р. Майоров — М. Рябинин)
- «Вы уходите» (А. Никольский)
- «Вьюга белая» (О. Иванов — И. Шаферан)
- «В ослепительно белом» (О. Сорокин — А. Лучина)
- «Вспомнилось недавнее» (А. Пресленев — И. Кохановский)
- «Где же ты была» (В. Добрынин — Л. Дербенёв)
- «Где мой дом родной» (М. Фрадкин — А. Бобров)
- «Главное, ребята, сердцем не стареть», совместно с Иосифом Кобзоном (А. Пахмутова — Н. Добронравов и С. Гребенников)
- «Городские цветы» (М. Дунаевский — Л. Дербенёв)
- «Горький мёд» (О. Иванов — В. Павлинов)

- «Господа офицеры» (А. Никольский)
- «Давай поговорим» (Г. Мовсесян — Р. Рождественский)
- «День Победы» (Д. Тухманов — В. Харитонов) (1975)
- «Долгие проводы» (Э. Колмановский — Е. Евтушенко)
- «Дорогой птиц» (А. Паламарчук — Н. Тверская)
- «Друг детства» (?)
- «Женские мечты» (И. Брылин — И. Кохановский)
- «За того парня» (М. Фрадкин — Р. Рождественский)
- «Замкнутый круг» (М. Минков — М. Рябинин)
- «Запоздалая любовь» (А. Укупник — Б. Шифрин)
- «Запоздалая осень» (И. Дорохов — Я. Гальперин)
- «И вновь продолжается бой» (Н. Добронравов — А. Пахмутова)
- «Кружева» (Н. Погодаев — К. Крастошевский)
- «Летайте самолётами „Аэрофлота“» (О. Фельцман — А. Вознесенский)
- «Любимые женщины» (С. Туликов — М. Пляцковский)
- «Любовь, комсомол и весна» (А. Пахмутова — Н. Добронравов)
- «Магнитка» (А. Пахмутова — Н. Добронравов)
- «Моя и близкая, и дальняя» (И. Крутой — Р. Казакова) (1995)
- «Мы единое целое» (К. Губин — К. Губин)
- «На Земле живёт любовь» (В. Добрынин — Л. Дербенёв)
- «Нам не жить друг без друга» (А. Пахмутова — Н. Добронравов)
- «Нам память дорога» (Ю. Якушев — И. Кохановский)
- «Напиток счастья» (К. Губин — К. Губин)
- «Напиши мне письмо» (В. Добрынин — М. Рябинин)
- «Начало» (Г. Мовсесян — Р. Рождественский)
- «Не плачь, девчонка» (В. Шаинский — В. Харитонов)
- «Ни минуты покоя» (В. Добрынин — Л. Дербенёв)
- «Она была во всём права…» (И. Катаев — М. Анчаров) (1972)
- «Песня о вечном движении» (Д. Тухманов — В. Харитонов)
- «Поздняя женщина» (А. Савченко — Р. Казакова) (1997)
- «Помни» (В. Гамалия — Л. Дербенёв)
- «Последняя встреча» (И. Крутой — Р. Казакова)
- «Последняя любовь» (О. Сорокин — А. Жигарев)
- «Почему ж ты мне не встретилась?» (Н. Богословский — Н. Доризо)
- «Приглашаю всех друзей» (К. Губин — К. Губин)
- «Притяжение Земли» (Д. Тухманов — Р. Рождественский)[53]
- «Прощай» (В. Добрынин — Л. Дербенёв)
- «Родительский дом» (В. Шаинский — М. Рябинин)
- «Родная Земля» (В. Добрынин — В. Харитонов)
- «Свадебные кони» (Д. Тухманов — А. Поперечный)
- «Сердце не камень» (В. Добрынин — М. Рябинин) (1994)
- «Соловьиная роща» (Д. Тухманов — А. Поперечный)
- «Спасибо вам за тишину» (Н. Богословский — Е. Евтушенко)
- «Старинная Москва» (А. Никольский) (1993)
- «Старые качели» (В. Шаинский — Ю. Янтарь)
- «Старый клён» (А. Пахмутова — М. Матусовский)
- «Старый трамвай» (С. Березин — Л. Рубальская)
- «Танцы после войны» (О. Митяев)
- «Татьянин день» (Ю. Саульский — Н. Олев)
- «Тонечка» (А. Савченко — В. Баранов)
- «Травы луговые» (И. Дорохов — Л. Лещенко)
- «Я вас люблю, столица» (П. Аедоницкий — Ю. Визбор)
- «Яблонь цвет» (С. Войтенко — И. Овчинников)

### Дуэты
- С Валентиной Толкуновой — «Вальс влюблённых», «Осень», «До свиданья, Москва!», «Добрые приметы», «Старт даёт Москва», «Ночной звонок»
- С Людмилой Лариной — «Здравствуй, жизнь» (1980)
- С Татьяной Анциферовой — «До свиданья, Москва!» (1980)
- Со Светланой Меньшиковой — «Давай, поговорим» (1983)
- С Людмилой Сенчиной — «Исчезли солнечные дни» (1983)
- С Софией Ротару — «Последняя дата» (1984)
- С группой «Мумий Тролль» — «Прощай» (2010)
- С группой «Мегаполис» — «Там» (1991)
- С группой «Лицей» — «Москвичи» (проект «10 песен о Москве», 1997), «День Победы» (1998)
- С Алёной Свиридовой — «Песня прощения» (русскоязычная кавер-версия песни «Манчестер — Ливерпуль») («Старые песни о главном 3», 1997)
- С Анной Герман — «Эхо любви» (1977)
- с Аллой Абдаловой — «Старый клён» (1975—1976)
- С Ладой Дэнс — «Ни к чему» (1994)
- С Тамарой Гвердцители — «Вечная любовь» (в телесериале «Любовь как любовь»)
- С Анжеликой Агурбаш — «Мир грёз» (1998)
- С Владимиром Винокуром — «Гей, славяне!» (1997)
- С Софи (Софией Кальчевой) — «Простой постовой» (2001)
- С Катей Лель — «Учитель» (1999)
- С Наталией Москвиной — «Здравствуй, моя радость» (2014)
- С группой «Рождество» — «Молодость» (2017)
- С Сергеем Арутюновым — «Мы — Динамо» (2019)
- С Алсу — «Снег кружится», «Эхо» (2002, «Звёзды российской эстрады»)
- С Жасмин — «Песня первой любви» (2001)[54] и «Любви карусель» (2016)[55]
- С Диной Гариповой — «В душе молодой» (2020)
- С Марком Тишманом — «Соловьиная роща» (2015)
- С рэпером Loc-Dog (Александр Жвакин) — «Мы будем жить» (2021)

### Дискография
1. 1971 — «Не плачь, девчонка» («Мелодия», 33Д-00030487-8)[56][57]
2. 1974 — «Талая вода» («Мелодия», ГД 0003923-4)[58]
3. 1974 — «Лев Лещенко» («Мелодия», 33С60-04759-60)[59]
4. 1975 — «Песни Юрия Саульского» («Мелодия», Г62-04957-8)[60]
5. 1976 — «Песни советских композиторов» («Мелодия», 33С62-06921-22)
6. 1976 — «Лев Лещенко» («Мелодия», 33С60-07891-2)
7. 1979 — «Лев Лещенко» («Мелодия», С62-12343-44)[61]
8. 1980 — «Притяжение Земли» («Мелодия»)
9. 1981 — «Родительский дом» («Мелодия», С60-16769-70)[62]
10. 1983 — «В кругу друзей» («Мелодия», С60-20109-002)[62]
11. 1987 — «Что-нибудь для души» («Мелодия», C60-25581-007)[62]
12. 1989 — «Любимая. Песни Вячеслава Ровного» («Мелодия», C62-27851-009)[63]
13. 1992 — «Белый цвет черёмухи» («Russian Disc», R60 01827R60 01827) — песни Андрея Никольского
14. 1994 — «Для вас поёт Лев Лещенко» («Apex Records», сборник)
15. 1996 — «Аромат любви» («Союз», SZCD 0521-96)
16. 1996 — «Воспоминания» (2 CD) («Союз», SZCD-0634-96, сборник)
17. 1999 — «Мир грёз» («ОРТ-Рекордс», ОРТ CD 0043-99)
18. 2001 — «Простой мотив» («Монолит», сборник)
19. 2002 — «Лучшее» (Звёзды Советской эстрады) («CD Land», CDLREC-005, сборник)
20. 2004 — «Любовное настроение» (Никитин, сборник)[64]
21. 2004 — «Песня на двоих» — песни Вячеслава Добрынина. В 2010 году совместно с Добрыниным представил одноимённую концертную программу[65]
22. 2004 — «Территория любви» («Квадро-Диск», KTL04-015)[66]
23. 2006 — «Будь счастлива» («Квадро-Диск», KTL06-461)
24. 2007 — «Имена на все времена. Соловьиная роща» («Квадро-Диск», сборник)[67]
25. 2009 — «Песни Александры Пахмутовой и Николая Добронравова»
26. 2014 — «Юбилейное издание. Неизвестные песни»
27. 2015 — «Я тебе подарю»
28. 2017 — «Я встречи ждал…»
29. 2018 — «Моя последняя любовь»
30. 2018 — «Создан для тебя»

### Клипы
- «Старый трамвай» (1985)
- «Там» (1993) — дуэт с группой «Мегаполис»
- «Ни к чему» (1994) — дуэт с Ладой Дэнс
- «Почему ты мне не встретилась?» (1996) — в новогоднем телепроекте «Старые песни о главном»
- «Москвичи» (1997) — дуэт с группой «Лицей»
- «Песня прощения» (1997) — дуэт с Алёной Свиридовой — в новогоднем телепроекте «Старые песни о главном 3»
- «Надежда» (1997) — финальная песня в составе звёзд новогоднего телепроекта «Старых песен о главном 3»
- «День Победы» (1998) — дуэт с группой «Лицей»
- «Мир грёз» (1998—1999) — дуэт с Анжеликой Агурбаш
- «Дамочка бубновая» (1999) — дуэт с Вячеславом Добрыниным
- «Московский трамвай» (1999)
- «Девочка с Тверской (Девочка из прошлого)» (2009)
- «Гимн Берёзовского» (2011)
- «Ванюша» — совместно с гр. «Моя Мишель», «Uma2rman» и др. — саундтрек к фильму «Последний богатырь» (2017)
- «Соловьиная роща» (2019)
- «Напиток счастья» (2020)
- «В душе молодой» (2020) — дуэт с Диной Гариповой
- «Мы будем жить» (2021) — дуэт с Loc-Dog
- «Спокойная ночь» (2021) — кавер на песню группы «Кино» совместно с Therr Maitz / LAB с Антоном Беляевым[68]
- «Осень за окном» (2023) — дуэт с Александрой Воробьёвой
- «Чемпион 1» (2024) — дуэт с «Filatov & Karas»

Участвовал в клипах:
- «Забери свои гвоздики» (Лена Смоленская, 2002)
- «Арам зам зам» («Дискотека Авария», 2009) на YouTube вместе с Тимуром Родригезом, Анфисой Чеховой, Ольгой Шелест, Антоном Комоловым, Лерой Кудрявцевой, Сергеем Лазаревым, Нюшей и др.

### Фильмография
- 1967 — «Путь в «Сатурн»» — эпизод
- 1967 — «Софья Перовская» — эпизод
- 1974 — «Юркины рассветы» — вокал с А. Абдаловой, песня «Обещание» (М. Фрадкин — Р. Рождественский).
- 1975 — «Ищу зарю» — главная роль
- 1979 — «Бабушки надвое сказали…» — исполняет песню «Где же ты была?»
- 1980 — «От сердца до сердца» — камео
- 1995 — «Старые песни о главном» — дачник
- 1997 — «Старые песни о главном 3» — диктор программы «Время»
- 1998 — «Военно-полевой романс»
- 2005 — 2007 — «Обречённая стать звездой (телесериал)»
- 2010 — «Зайцев, жги! История шоумена» — камео
- 2013 — «Сокровища О. К.» — камео. Исполняет песню «Не плачь, девчонка!»
- 2018 — «Домашний арест» (4 серия) — камео

### Книги
- 1993 — «От Лещенко до Лещенко» (Автор литературной записи Акоп Погосович Назаретян)
- 2001 — «Апология памяти» ISBN 5-227-01267-9 (Автор литературной записи Владислав Чеботарёв)
- 2018 — «Песни выбрали меня» (Автор литературной записи Евгения Иванова)

## Санкции
В октябре 2022 года, на фоне вторжения России на Украину, Международная рабочая группа по вопросам санкций Ермака — Макфола включила Лещенко в список пропагандистов и идеологов войны которые «создают лживые нарративы в соответствии с политикой Кремля», с предложением введения против него санкций. Ранее Лещенко, как доверенный представитель кандидата в президенты Путина, был внесён ФБК в список коррупционеров и разжигателей войны.
19 октября 2022 года внесён в санкционный список Украины против лиц «которые публично призывают к агрессивной войне, оправдывают и признают законной вооруженную агрессию РФ против Украины, временную оккупацию территории Украины». Санкции предполагают блокировку активов, полное прекращение коммерческих операций, остановку выполнения экономических и финансовых обязательств.

## Пародии
- Самым известным исполнителем пародий на Льва Лещенко является Владимир Винокур. Кроме Винокура, на эстраде Лещенко также пародировали Михаил Евдокимов[76], Михаил Грушевский, Митя Фомин, Максим Галкин, Игорь Христенко, Геннадий Хазанов[77] и другие. В одном из выпусков «Аншлага» Лещенко показал пародию на Винокура[78].
- В программе «Comedy Club» несколько раз Льва Лещенко пародировал Тимур «Каштан» Батрутдинов и Андрей Аверин[79], в программе «Однажды в России» спародировал Валерий Равдин[80], а в программе «Большая разница» — Владимир Кисаров и Владимир Жуков.[источник не указан 998 дней]

## Награды и звания
Государственные награды СССР:
- «Заслуженный артист РСФСР» (30 сентября 1977) — за заслуги в области советского искусства[81]
- премия Ленинского комсомола (1978) — за высокое исполнительское мастерство и активную пропаганду советской песни
- орден Дружбы народов (14 ноября 1980) — за большую работу по подготовке и проведению Игр XXII Олимпиады[82]
- «Народный артист РСФСР» (12 апреля 1983) — за заслуги в области советского музыкального искусства[83]
- орден «Знак Почёта» (17 августа 1989) — за заслуги в укреплении культурных связей с Республикой Афганистан[84]

Государственные награды Российской Федерации:
- орден «За заслуги перед Отечеством» IV степени (31 января 2002) — за многолетнюю плодотворную деятельность в области культуры и искусства, большой вклад в укрепление дружбы и сотрудничества между народами[85]
- орден «За заслуги перед Отечеством» III степени (1 февраля 2007) — за большой вклад в развитие эстрадного искусства и многолетнюю творческую деятельность[86]
- орден «За заслуги перед Отечеством» II степени (30 января 2012) — за выдающийся вклад в развитие отечественной культуры и эстрадного искусства[87]
- орден «За заслуги перед Отечеством» I степени (24 октября 2017) — за значительный вклад в развитие отечественной культуры и эстрадного искусства, многолетнюю плодотворную деятельность[88]
- орден «За заслуги в культуре и искусстве» № 1 (20 января 2022) — за большой вклад в развитие отечественной культуры и искусства, многолетнюю плодотворную деятельность[89]

Награды других стран:
- Мастер искусств Молдовы (рум. Maestru în Artă) (Молдова, 6 ноября 2007) — в знак признания особых заслуг в развитии и пропаганде музыкального искусства, за вклад в укрепление молдавско-российских культурных связей и выдающиеся успехи в творческой деятельности[8]
- орден «Достык» II степени (Казахстан, 2011)[90]
- Специальная премия Президента Республики Беларусь «Через искусство к миру и взаимопониманию» (2012)
- «Заслуженный артист Приднестровской Молдавской Республики» (30 января 2015) — за личный вклад в укрепление культурных связей между Российской Федерацией и Приднестровской Молдавской Республикой, высокое исполнительское мастерство[10]
- «Народный артист Республики Южная Осетия» (26 августа 2010, Южная Осетия) — за заслуги в развитии эстрадного искусства, многолетнюю трудовую деятельность и значимый личный вклад в укрепление отношений дружбы между народами Республики Южная Осетия и Российской Федерации[9]

Другие награды, поощрения и общественное признание:
- Лауреат IV Всесоюзного конкурса артистов эстрады — II премия (1970)
- Лауреат конкурса «Золотой Орфей» — III премия (Болгария, 1972)
- I премия на фестивале в Сопоте с песней «За того парня» (1972)
- Премия ФСБ в номинации «Музыкальное искусство» за творческий вклад в патриотическое воспитание российских граждан (2008)
- «Золотой граммофон» (2009)
- орден «Ключ дружбы» (2011, Кемеровская область)[91]
- Почётный гражданин Курской области (27 января 2012) — за высокие творческие достижения, вклад в формирование духовно-нравственных ценностей у молодёжи, активное участие в общественно значимых мероприятиях Курской области[92]
- Юбилейный нагрудный знак Московской областной думы «20 лет Московской областной думе» (14 ноября 2013)[93]
- «Народный артист Республики Северная Осетия — Алания» (24 июня 2015) — за вклад в развитие искусства и высокое исполнительское мастерство[11]
- Приз XI Всероссийского фестиваля «Катюша» в номинации «Звезда России» за исполнение песни «День Победы» (2016)[94]
- Премия Министерства обороны Российской Федерации в области культуры и искусства (2017) — за музыкальное искусство[95]
- Юбилейный нагрудный знак Московской областной думы «25 лет Московской областной думе» (22 ноября 2018)[96]
- «Народный артист Республики Башкортостан» (9 мая 2022) — за большой вклад в развитие культуры и искусства, многолетнюю творческую деятельность.[12]
- Специальная номинация «Легенда отечественной эстрады» Российской национальной музыкальной премии «Виктория» (2017)
- Премия «Виктория» в номинации «За вклад в развитие отечественной музыки» (2023)

## Документальные фильмы и телепередачи
- «Винокур и Лещенко. „История одной дружбы“» («Первый канал», 2006)[97]
- «Лев Лещенко. „Ни минуты покоя“» («Первый канал», 2012)[98]
- «Лев Лещенко. „Поющий Лев у нас один“» («ТВ Центр», 2012)[99]
- «Лев Лещенко. „Раскрывая тайны. Звёзды“» («Москва 24», 2015)[100]
- «Лев Лещенко. „Ты помнишь, плыли две звезды…“» («Первый канал», 2017)[101][102]
- «Лев Лещенко. „За кулисами славы“» («Москва 24», 2018)[103]
- «Лев Лещенко. „Ни минуты покоя“» («Первый канал», 2019)[104]
- «Лёвчик и Вовчик» («Первый канал», 2021)[105]
- «Песня „День Победы“ и Лев Лещенко» («Звезда», 2021)[106]
- «Лев Лещенко. „Всё, что в жизни есть у меня“» («Первый канал», 2022)[107][108]
- «Лев Лещенко — главный баритон страны» («Мир», 2022)[109]
- «Лев Лещенко. „Тайны нашей эстрады“» («Москва 24», 2022)[110]